# سالنامه آکادمی علوم نیویورک
سالنامه آکادمی علوم نیویورک (انگلیسی: Annals of the New York Academy of Sciences) نشریه ای علمی است که توسط وایلی-بلک‌ول منتشر می شود. این نشریه از سال ۱۸۲۳ تاکنون در حال انتشار است.